# جوش بينغهام
جوش بينغهام (بالإنجليزية: Josh Bingham)‏ (27 ديسمبر 1994 بأستراليا - ) هو لاعب كرة قدم أسترالي في مركز الهجوم. لعب مع سنترال كوست مارينرز ووولونغونغ وKemblawarra Fury FC ‏ وCentral Coast Mariners Academy ‏.

## وصلات خارجية
- جوش بينغهام على موقع قاعدة بيانات كرة القدم.إي يو (الإنجليزية)
- جوش بينغهام على موقع Soccerway.com (الإنجليزية)